# 亚历山德罗夫共和国

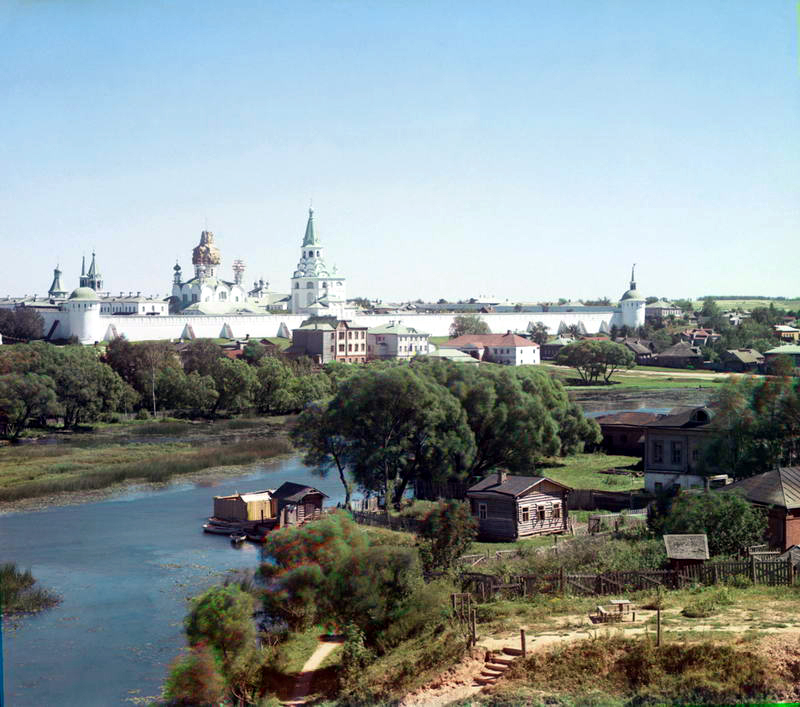
1911年的亚历山德罗夫

亚历山德罗夫共和国（俄语：Александровская республика）是1905年俄国革命时期在俄罗斯帝国弗拉基米爾省亚历山德罗夫及其附近的斯特鲁尼诺建立的工人自治政府，存在于1905年12月9日—12日（一说1905年12月7日—12日）。当时，以费多尔·加里宁为首的工人代表苏维埃夺取了权力。